# You had an option, sir
« You had an option, sir », que l'on peut traduire de l'anglais par « Vous aviez le choix, monsieur », est une phrase lancée par Brian Mulroney, candidat du Parti progressiste-conservateur du Canada pour la fonction de Premier ministre, à John Turner, alors en fonction pour le Parti libéral du Canada, lors du débat télévisé entre les deux invités avant les élections fédérales canadiennes de 1984. La phrase est considérée comme le tournant du débat, car John Turner, déstabilisé, sait seulement lui répondre : « I had no option » (« Je n'avais pas le choix »). Cet échange est l'un des plus célèbres de l'histoire électorale du Canada.